# Dubjany

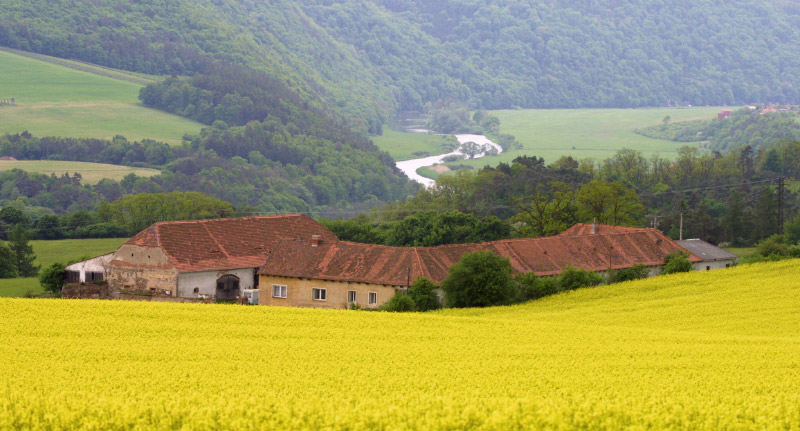
Blick von der Staatsstraße auf Dubjanský Dvůr und das Berounkatal

Dubjany (deutsch Dubian) ist eine Einschicht der Gemeinde Chříč in Tschechien. Sie liegt 14 Kilometer östlich von Kralovice (Kralowitz) und gehört zum Okres Plzeň-sever. An ihrer Stelle befand sich das erloschene Dorf Dubjany.
Seit der ersten Hälfte des 20. Jahrhunderts wird zwischen Dubjanský Dvůr und Pod Dubjany unterschieden.

## Geographie
Dubjanský Dvůr befindet sich linksseitig über dem Tal der Berounka in der Kralovická pahorkatina (Kralowitzer Hügelland); Pod Dubjany liegt südöstlich darunter im Tal. Im Nordosten erhebt sich der Dubensko (414 m n.m.), südlich der Hamouz (470 m n.m.) und im Westen der Úvoz (431 m n.m.). Nördlich verläuft die Staatsstraße II/201 zwischen Kralovice und Zvíkovec. Gegen Westen liegt das Tal des Chříčský potok. Der Ort liegt im Naturpark Berounka.
Nachbarorte sind Marek, Polanec, Kubův Mlýn, Čertovec und Modřejovice im Norden, Sadlno und Kostelík im Nordosten, Dubjanská Hájovna bzw. Dubensko, Kočkův Mlýn, Hradiště und Kalinova Ves im Osten, Zvíkovec im Südosten, Hamouz, Chlum und Dolany im Süden, Hlince und Studená im Südwesten, Všehrdy und Holovousy im Westen sowie Chříč, Podskalí und Lhota im Nordwesten.

## Geschichte
Die erste urkundliche Erwähnung des Dorfes und der Feste Dubjany erfolgte 1360. Bei der Belagerung der Burg Libštejn durch die Hussiten wurde Dubjany im Mai 1425 geplündert und zerstört. Die alte Feste wurde nicht wiederaufgebaut.
1548 verkauften die Söhne des Hynek Kolowrat-Krakowsky einen Teil ihrer Güter, darunter Studená, an Johann d. Ä. Popel von Lobkowicz auf Zbiroh. Im selben Jahre erfolgte an anderer Stelle der Bau einer neuen Feste. Johanns Sohn, Johann d. J. Popel von Lobkowicz, verkaufte wenig später die Güter Studená und Dubjany sowie je einen Meierhof in Hlince und Holovousy an Sebastian und Ulrich Lažanský von Bukowa auf Chříč. Bei der Besitzteilung zwischen den beiden Brüdern fiel das Gut Dubian mit Studená im Jahre 1567 Ulrich Lažanský von Bukowa zu. Nach dessen Tod wurden die Güter Dubiany und Chříč 1573 wieder vereinigt. Sebastian Lažanský von Buggau verkaufte beide Güter 1585 wegen Verschuldung an Johann Teyrzowsky von Ensiedl auf Hřebečníky und Skryje. Dessen Sohn, der Rakonitzer Kreishauptmann Heinrich Jakob Teyrzowsky von Ensiedl, vererbte 1618 die Gutsherrschaften Křič, Kožlan, Břesko und Dubian seinem Sohn Johann d. J. 1621 erwarb Bohuslaw Kolowrat-Krakowsky auf Šípy und Všesulov diese vier Güter von Johann d. J. Teyrzowsky von Ensiedl. Um 1625 gehörten die Gutsherrschaften Hermann Warlich von Bubna. Sie wurden später zur Herrschaft Křič zusammengelegt. Während des Dreißigjährigen Krieges wurden die neue Feste und das Dorf Dubian niedergebrannt und erloschen.
Ab 1650 waren die Freiherren Teyrzowsky von Ensiedl erneut Besitzer der Herrschaft Křič. Nach dem Dreißigjährigen Krieg wurde in der Wüstung Dubian – wahrscheinlich in der Nähe oder auf den Trümmern der neuen Feste – ein Meierhof errichtet. Im Jahre 1713 veräußerten die Brüder Teyrzowsky von Ensiedl die Herrschaft Křič für 211.000 Gulden und 500 Gulden Schlüsselgeld an Wenzel Josef Lažanský von Bukowa auf Manetin. Dieser kaufte im selben Jahre noch vom Prager Domkapitel bei St. Veit das Gut Tschistay hinzu und vereinigte es mit der Herrschaft. 1715 erbten Wenzel Josefs Witwe Marie Gabriele, geborene Czernin von und zu Chudenitz, und die Söhne Maximilian Wenzel und Karl Josef Lažanský den Besitz. Marie Gabriele Lažanský starb 1758 als Oberin des Reichsstiftes adeliger Fräulein in der Neustadt Prag und hinterließ eine Hälfte der verschuldeten Herrschaft dem Stift. Die andere Hälfte wurde auf Antrag ihrer Gläubiger subhastiert; da sich dafür jedoch kein Interessent fand, fiel sie den Lažanskýschen Erben zu, die sie 1764 dem Fräuleinstift, das später den Namen „k.k. freiweltadeliges Damenstift zu den heiligen Engeln in der Altstadt Prag“ erhielt, verkauften. In der Topographie des Königreichs Böhmen von 1785 wurde Dubnan mit einem verfallenen Schloss nahe der Mies ohne Angabe der Häuserzahl genannt. Im Jahre 1785 wurde die Lokalie St. Peter und Paul in Dolan aufgehoben und auf die Schlosskapelle des hl. Johannes von Nepomuk in Křič übertragen. Während der Josephinischen Reformen wurde die Herrschaft Křič im Jahre 1787 an das Prager Theresianum angeschlossen, 1791 ging sie an das Damenstift zurück.
Im Jahre 1843 bestand die im Rakonitzer Kreis gelegene und nach Studena konskribierte Einschicht Dubian bzw. Dubiany aus einem herrschaftlichen Meierhof (Dubjanský Dvůr) sowie einem Fischerhaus und einer Überfuhr (Pod Dubjany) an der Mies. Auf einem kahlen Felsen lagen die Mauerreste des Alten Schlosses. Pfarrort war Křič. Bis zur Mitte des 19. Jahrhunderts blieb Dubian der Herrschaft Křič untertänig.
Nach der Aufhebung der Patrimonialherrschaften bildete Dubjany ab 1850 einen Teil der Gemeinde Chříč im Gerichtsbezirk Kralowitz. Ab 1868 gehörte Dubjany zum Bezirk Kralowitz. Im Jahre 1906 verkaufte das Freiweltadelige Damenstift zu den heiligen Engeln die Grundherrschaft Chříč an Stephan von Götzendorf-Grabowski, der sie 1910 an Gustav Fischer veräußerte. Anschließend wechselten die Besitzer in rascher Folge.
Nach dem Ersten Weltkrieg zerfiel der Vielvölkerstaat Österreich-Ungarn, der Ort wurde 1918 Teil der neu gebildeten Tschechoslowakischen Republik. In dieser Zeit geriet der Name Dubjany außer Gebrauch, stattdessen wurden der Hof und das Fischerhaus mit der Fähre als zwei Einschichten betrachtet. Beim Zensus von 1921 wurden Dubjanský Dvůr und Pod Dubjany als Gemeindeteile von Chříč aufgeführt; eine Erfassung von Einwohner- und Häuserzahlen erfolgte nicht. Zwischen 1939 und 1945 gehörten Dubjanský Dvůr und Pod Dubjany zum Protektorat Böhmen und Mähren. Nach dem Ende des Zweiten Weltkrieges kamen die Einschichten zur wiedererrichteten Tschechoslowakei zurück. 1949 erfolgte die Umgliederung in den neuen Okres Plasy. Bei der Gebietsreform von 1960 erfolgte die Aufhebung des Okres Plasy; Dubjanský Dvůr und Pod Dubjany wurden Teil des Okres Plzeň-sever. Die Fähre bei Pod Dubjany besteht nicht mehr.

## Ortsgliederung
Dubjanský Dvůr und Pod Dubjany sind Teil des Katastralbezirkes Chříč.

## Sehenswürdigkeiten
- Burgstall Starý zámek (Altes Schloss), auf einem schmalen Sporn über der Berounka südöstlich von Dubjanský Dvůr. Erhalten sind Gräben und Mauerreste der mittelalterlichen Feste Dubjany. Sie wurde während der Hussitenkriege zerstört und nicht wiederaufgebaut.
- Hügel Dubensko, an seiner Nordflanke befindet sich das gleichnamige Naturreservat mit dem größten Eibenhain des Landes.